# Andreas Seewald
Andreas Seewald (* 21. August 1991) ist ein deutscher Mountainbiker aus Lenggries, der im Mountainbike-Marathon aktiv ist.

## Sportlicher Werdegang
Seit 2013 macht Seewald aus Lenggries als Semi-Profi auf sich aufmerksam. Durch seine Stärken im Ausdauerbereich konnte er eine Reihe von Erfolgen im MTB-Marathon und im Hill Climb erzielen, unter anderem gewann er 2017 und 2018 jeweils zwei Rennen der UCI-MTB-Marathon-Series. Bei den Mountainbike-Marathon-Weltmeisterschaften 2018 belegte er als bester Deutscher den 8. Platz, 2019 den 9. Platz.
Im Juli 2019 wechselte Seewald von seiner Anstellung als Elektrotechniker zur Bundeswehr, um sich als Sportsoldat mehr auf den Sport konzentrieren zu können.  In der Saison 2020 startete er im Team mit Markus Kaufmann beim Cross-Country-Etappenrennen Swiss Epic und belegte den vierten Platz. Beim Red Bull Dolomitenmann 2020 erzielte er die beste Einzelzeit im MTB. 
Zur Saison 2021 wurde Seewald Mitglied im Canyon Northwave MTB Team. Mit dem Sieg beim prestigeträchtigen Hero Südtirol Dolomites als Teil der aufgewerteten UCI-Mountainbike-Marathon-Serie im Juni 2021 stellte Seewald seine gute Form unter Beweis. Eine Woche später gewann er die Goldmedaille bei den UEC-Mountainbike-Europameisterschaften im MTB-Marathon. Mit dem Grand Raid BCVS und La Forestière VTT konnte er zwei weitere Rennen der UCI-MTB-Marathon-Serie für sich entscheiden. Im Oktober erzielte er den bisher größten Erfolg seiner Karriere, als er in Capoliveri bei den UCI-Mountainbike-Marathon-Weltmeisterschaften den Weltmeistertitel errang.
In der Saison 2022 gewann Seewald erneut drei Rennen der UCI-MTB-Marathon-Series sowie die Gesamtwertung zum Saisonende. Bei den Weltmeisterschaften musste er nur Samuel Gaze den Vortritt lassen. Zudem sicherte er sich zum ersten Mal den Titel des Deutschen Meisters im MTB-Marathon. 2023 und 2025 gehörte er weiterhin zu den weltbesten Mountainbikern über die Langdistanz, konnte aber bei internationalem Meisterschaften keine weiteren Medaillen erringen. 2025 gewann Seewald in Casella erneut den Titel bei den Europameisterschaften.

## Erfolge
2017
- zwei Erfolge UCI-MTB-Marathon-Series

2018
- zwei Erfolge UCI-MTB-Marathon-Series
- Grand Raid BCVS

2021
- Weltmeister – Marathon XCM
- Europameister – Marathon XCM
- Hero Südtirol Dolomites  (UCI-MTB-Marathon-Serie)
- Grand Raid BCVS (UCI-MTB-Marathon-Serie)
- La Forestière VTT (UCI-MTB-Marathon-Serie)

2022
- Andalucia Bike Race (UCI-MTB-Marathon-Serie) mit Martin Stošek
- Bike Maraton Jelenia Góra (UCI-MTB-Marathon-Serie)
- Grand Raid BCVS (UCI-MTB-Marathon-Serie)
- MTB Marathon-Weltmeisterschaften
- Deutscher Meister – Marathon XCM

2023
- Deutscher Meister – Marathon XCM
- Roc d’Azur
- Grand Raid BCVS

2024
- Deutscher Meister – Marathon XCM
- Hero Dolomites
- Grand Raid BCVS

2025
- Europameister – Marathon XCM